# Șaeș
Șaeș (veraltet Șaieș, Șaeșiu; deutsch Schaas oder Schees, siebenbürgisch-sächsisch Schåss, ungarisch Segesd) ist ein Dorf in der Region Siebenbürgen in Rumänien. Es gehört administrativ zur Gemeinde Apold (Trappold).

## Geographische Lage

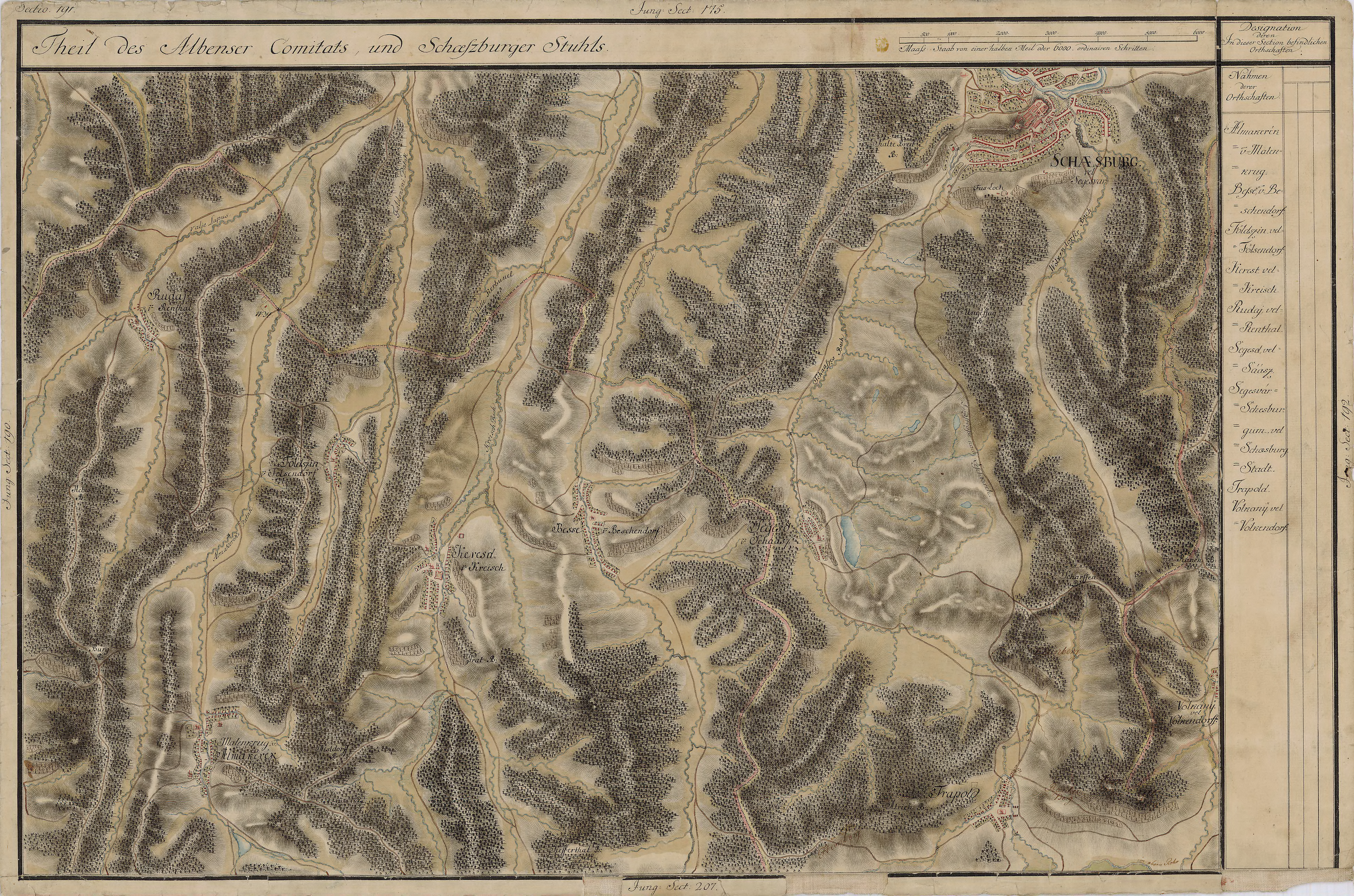
Schaasz in der Josephinischen Landaufnahme von 1769 bis 1773.

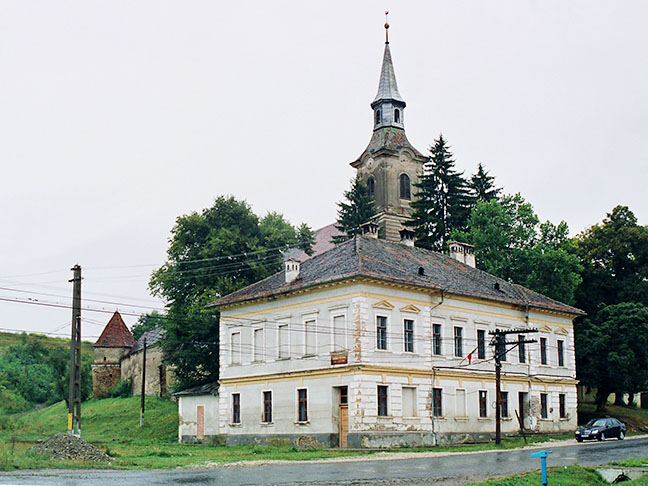
Veranstaltungssaal und evangelische Kirche in Schaas

Șaeș liegt etwa sieben Kilometer südlich von Sighișoara (Schäßburg) an der Kreisstraße (Drum județean) DJ 106, die in weiterer Folge über Apold (Sitz der Gemeindeverwaltung) und das Harbachtal nach Hermannstadt führt.

## Geschichte
Das Dorf wurde 1302 erstmals urkundlich erwähnt. Bedingt durch die geografische Nähe war das Geschehen in Schaas durch die Jahrhunderte meist auf das Engste mit jenem in Schäßburg verbunden.
Bis in die 1960er Jahre führte die Schmalspurlinie „Wusch“ durch Șaeș und verband den Ort mit dem Eisenbahnnetz der CFR.

## Bevölkerung
Die Bevölkerung in Șaeș entwickelte sich wie folgt:
| Volkszählung | Volkszählung | Ethnische Zusammensetzung | Ethnische Zusammensetzung | Ethnische Zusammensetzung | Ethnische Zusammensetzung |
| Jahr         | Bevölkerung  | Rumänen                   | Ungarn                    | Deutsche                  | andere                    |
| ------------ | ------------ | ------------------------- | ------------------------- | ------------------------- | ------------------------- |
| 1850         | 1.004        | 240                       | -                         | 563                       | 201                       |
| 1941         | 1.371        | 364                       | 5                         | 685                       | 317                       |
| 1977         | 1.370        | 317                       | 8                         | 512                       | 533                       |
| 1992         | 1.112        | 861                       | 14                        | 82                        | 155                       |
| 2002         | 1.196        | 1.117                     | 19                        | 10                        | 50                        |
| 2011         | 1.271        | 1.183                     | 22                        | 8                         | 58                        |

Seit 1850 wurde in Șaeș die höchste Einwohnerzahl und die der Rumäniendeutschen 1941 ermittelt. Die höchste Anzahl der Rumänen wurde 2002, die der Magyaren (24) 1900 und die der Roma 1977 registriert.

## Persönlichkeiten
- Josef Haltrich (1822–1886), gestorben in Schaas

## Sehenswürdigkeiten
- Die Evangelische Kirche wird urkundlich 1347 erwähnt. Anfang der 1500er Jahre wird die Kirche in eine Wehrkirche, mit Wehrmauer und -türmen umringt, ausgebaut. 1802 stürzt das Kirchengewölbe ein, sodass die Kirche 1818 abgetragen und von 1820 bis 1832 die heutige errichtet wird.[2] Die Kirchenburg steht unter Denkmalschutz.[5]
- Die Orthodoxe Kirche Schimbarea la Față von 1805 bis 1821 aufgebaut und die ehemalige Haltestelle der Wusch, im 19. Jahrhundert errichtet stehen unter Denkmalschutz.[5]